# Omladinski Fudbalski Klub Durmitor
El Omladinski Fudbalski Klub Durmitor (en montenegrino cirílico: Омладински Фудбалски клуб Дурмитор) es un club de fútbol de Montenegro de la ciudad de Žabljak, situada en el municipio homónimo. Fue fundado en el año 2001 y se desempeña en la Tercera División de Montenegro. Debe su nombre a la montaña Durmitor que se encuentra situada en la zona.

## Historia
El club fue fundado en el año 2001 por un grupo de jóvenes aficionados al fútbol de la ciudad de Žabljak, en el noroeste de la República de Montenegro. Se trata de un club modesto que desde la independencia del país en 2006 se ha ido asentando en los puestos de cabeza del grupo norte de la Tercera División, sin haber logrado hasta la fecha el título de la misma que le daría acceso a la eliminatoria de ascenso.

## Estadio
El Durmitor juega sus partidos como local en el Grandski Stadion de Žabljak, que cuenta con capacidad para 1000 espectadores en una pequeña tribuna lateral. Está situado junto a una ladera lo que en épocas de lluvias produce inundaciones en el terreno de juego.